# Akodon dolores
Akodon dolores es una especie de roedor de la familia Cricetidae.

## Distribución geográfica
Se encuentra sólo Argentina. 